# Brownsville-Bawcomville
Brownsville-Bawcomville és una població dels Estats Units a l'estat de Louisiana. Segons el cens del 2000 tenia 7.616 habitants.

## Demografia
Segons el cens del 2000, Brownsville-Bawcomville tenia 7.616 habitants, 2.936 habitatges, i 2.081 famílies. La densitat de població era de 442,2 habitants/km².
Dels 2.936 habitatges en un 31% hi vivien nens de menys de 18 anys, en un 50,1% hi vivien parelles casades, en un 15,9% dones solteres, i en un 29,1% no eren unitats familiars. En el 23,2% dels habitatges hi vivien persones soles el 9,3% de les quals corresponia a persones de 65 anys o més que vivien soles. El nombre mitjà de persones vivint en cada habitatge era de 2,59 i el nombre mitjà de persones que vivien en cada família era de 3,05.
Per edats la població es repartia de la següent manera: un 26,2% tenia menys de 18 anys, un 11% entre 18 i 24, un 28,1% entre 25 i 44, un 21,9% de 45 a 60 i un 12,8% 65 anys o més.
L'edat mediana era de 35 anys. Per cada 100 dones de 18 o més anys hi havia 89,6 homes.
La renda mediana per habitatge era de 25.359 $ i la renda mediana per família de 28.958 $. Els homes tenien una renda mediana de 24.797 $ mentre que les dones 20.368 $. La renda per capita de la població era d'11.710 $. Entorn del 15,7% de les famílies i el 20,2% de la població estaven per davall del llindar de pobresa.

## Poblacions més properes
El següent diagrama mostra les poblacions més properes.